# Плешакова, Ольга Александровна
Ольга Александровна Плешакова (род. 7 декабря 1966, Москва) — председатель совета директоров авиакомпании «Трансаэро» с  сентября 2015 года по сентябрь 2016 года. Генеральный директор авиакомпании «Трансаэро» (21 мая 2001 — 31 августа 2015).

## Биография
Родилась в 1966 году в Москве. После окончания школы поступила в Московский авиационный институт, который окончила в 1990 году. Позже продолжила образование в аспирантуре.
В 1992 году поступила на работу в авиакомпанию «Трансаэро» на должность старшего эксперта отдела технологий.
В период с 1993 года по 1995 год занимала пост начальника отдела обслуживания на борту. С 1995 по 1996 год руководила департаментом сервиса авиакомпании. С 1996 года на протяжении трех лет занимала должность заместителя генерального директора, с 1999 года по 2001 год была первым заместителем генерального директора.
В 2001 году возглавила авиакомпанию, заняв должность генерального директора «Трансаэро», таким образом став первой в истории России женщиной, которая возглавила авиакомпанию.
В 2004 году защитила диссертацию на тему «Повышение эффективности функционирования авиакомпании в условиях статистической неопределенности рынка авиауслуг», получила научную степень кандидата технических наук. Автор статей по вопросам развития гражданской авиации, а также соавтор монографии «Общество. Государство. Высшая школа» (Москва, 2011 год).
Возглавляла авиакомпанию до лета 2015 года. С 2015 года по 2016 год была председателем совета директоров «Трансаэро». Под ее руководством к 2015 году авиакомпания «Трансаэро» стала 2-й крупнейшей авиакомпанией России, занимала 17 место в мире и 1-е место в стране по безопасности согласно ведущему международному профессиональному рейтингу JACDEC. Показатель «Трансаэро» 2015 года является лучшим показателем среди российских авиакомпаний за всю историю гражданской авиации РФ.
В браке с Александром Плешаковым. Имеют двух дочерей.
По данным Forbes, после краха авиакомпании «Трансаэро» супруги покинули Россию и обосновались во Франции.
Кража из дома Татьяны Плешаковой — дочери Плешаковых, произошла в ноябре 2022 года. Но в полицию девушка заявила только в конце января, сообщил источник в правоохранительных органах ИА REGNUM. Потерпевшая заявила, что из её дома на Рублёво-Успенском шоссе пропали вещи общей стоимостью более 5 000 000 рублей.

## Награды
- Медаль «В память 850-летия Москвы»
- Орден «За честь и доблесть»
- «Орден Святой равноапостольной княгини Ольги»
- Заслуженный работник транспорта Российской Федерации (3 марта 2012 года) — за заслуги в области транспорта и многолетний добросовестный труд[10]
- Знак «Отличник воздушного транспорта»
- Лауреат Национальной премии общественного признания достижений женщин «Олимпия» Российской Академии бизнеса и предпринимательства[11] в 2002 г.
- Лауреат премии «Лидер бизнеса Содружества Независимых Государств»
- Лауреат премии «Персона года»
- Лауреат премии «Российский Национальный Олимп»
- Лауреат премии «Звезда Театрала» в номинации «Меценат года» (2011)
- Орден Франции «За заслуги»

## Премии и места в рейтингах
- В рейтинге Ассоциации менеджеров России Ольга Плешакова в 2009 году заняла 1-е место в номинации «Транспорт», в 2010 заняла 1-е место среди руководителей авиакомпаний.
- Лауреат премий «Лидер бизнеса Содружества Независимых Государств», «Персона года», «Российский Национальный Олимп», а также премии «Олимпия» в номинации «Безупречная бизнес-репутация».
- В категории «Бизнес» названа самой влиятельной женщиной России 2012 года рейтинга 100 самых влиятельных женщин страны, составленной СМИ[источник не указан 3141 день].
- В рейтинге 50 самых влиятельных деловых женщин России, составленном журналом «Компания», О. А. Плешакова заняла первое место[12].
- В рейтинге топ-100 журнала «Эксперт» в 2011 г. вошла в тройку лидеров, а по итогам 2012 г. Признана самой влиятельной женщиной в категории «Бизнес»)[13].
- В 2012 и 2013 гг., согласно рейтингу американского журнала Fortune, вошла в список 50 самых влиятельных деловых женщин мира. Стала единственной представительницей российского бизнеса в этом списке.[14]